# Filmfare Awards (1997)
42-я церемония награждения Filmfare Awards проводилась 23 февраля 1997 года, в городе Бомбей. На ней были отмечены лучшие киноработы на хинди, вышедшие в прокат до конца 1996 года. 

## Главные награды

### Лучший фильм
Раджа Хиндустани 
- Огонь-свидетель
- Королева бандитов
- Мир музыки
- Поджигатели

### Лучший режиссёр
Шекхар Капур – Королева бандитов 
- Дармеш Даршан – Раджа Хиндустани
- Гулзар – Поджигатели
- Парто Гхош – Огонь-свидетель
- Раджкумар Сантоши – Разочарование

### Лучший актёр
Аамир Кхан – Раджа Хиндустани 
- Говинда – Превратности судьбы
- Нана Патекар – Огонь-свидетель
- Нана Патекар – Мир музыки
- Санни Деол – Разочарование

### Лучшая актриса
Каришма Капур – Раджа Хиндустани 
- Джухи Чавла – Трещина
- Маниша Коирала – Мир музыки
- Сима Бисвас – Королева бандитов
- Табу – Поджигатели

### Лучшая мужская роль второго плана
Амриш Пури – Разочарование 
- Анупам Кхер – Страстная любовь
- Джеки Шрофф – Огонь-свидетель
- Ом Пури – Поджигатели
- Салман Кхан – Любовь преступника

### Лучшая женская роль второго плана
Рекха – Король игроков 
- Арчана Пуран Сингх – Раджа Хиндустани
- Хелен – Мир музыки
- Сима Бисвас – Мир музыки
- Табу – Любовь преступника

### Лучший комический актёр
Сатиш Каушик – Превратности судьбы 
- Джонни Левер – Раджа Хиндустани
- Кадер Кхан – Превратности судьбы
- Навнит Нишан – Раджа Хиндустани
- Шакти Капур – Loafer

### Лучшая отрицательная роль
Арбааз Кхан – Трещина 
- Ашиш Видьятхи – Is Raat Ki Subah Nahin
- Дэнни Дензонгпа – Разочарование
- Милинд Гунаджи – Обман
- Насируддин Шах – Страстная любовь

### Лучший мужской дебют
Чандрачур Сингх – Поджигатели 

### Лучший женский дебют
Сима Бисвас – Королева бандитов 

### Лучший сюжет
Поджигатели – Гулзар 

### Лучший сценарий
Разочарование – Раджкумар Сантоши 

### Лучший диалог
Поджигатели – Гулзар 

### Лучшая музыка к фильму
Раджа Хиндустани – Надим-Шавран 
- Мир музыки – Джатин-Лалит
- Поджигатели – Vishal Bhardwaj
- Papa Kehte Hai – Раджеш Рошан
- Наши с тобой мечты – Виджу Шах

### Лучшая песня к фильму
Papa Kehte Hai – Джавед Ахтар for Ghar Se Nikalte Hi 
- Is Raat Ki Subah Nahin – Нида Фазли for Jeevan Kya Hai
- Мир музыки – Majrooh Sultanpuri for Aaj Main Upar
- Поджигатели – Гулзар for Chappa Chappa
- Раджа Хиндустани – Самир for Pardesi Pardesi

### Лучший мужской закадровый вокал
Раджа Хиндустани – Udit Narayan for Pardesi Pardesi 
- Арест – Udit Narayan for Ho Nahin Sakta
- Обман – Абхиджит for Yeh Teri Aankhen Jhuki Jhuki
- Поджигатели – Hariharan и Suresh Wadkar for Chappa Chappa
- Papa Kehte Hai – Udit Narayan for Ghar Se Nikalte Hi

### Лучший женский закадровый вокал
Мир музыки – Кавита Кришнамуртхи for Aaj Main Upar 
- Огонь-свидетель – Кавита Кришнамуртхи for O Yaara Dil Lagana
- Мир музыки – Alka Yagnik for Banhon Ke Darmiyan
- Раджа Хиндустани – Alka Yagnik for Pardesi Pardesi

### Лучшая постановка боевых сцен
Король игроков 

### Лучшая работа художника-постановщика
Королева бандитов 

### Лучший монтаж
Разочарование 

### Лучшая хореография
На страже закона – Чинни Пракаш for Sheher Ki Ladki 

### Лучшая операторская работа
Ашок Мехта — Королева бандитов 

### Лучшая работа художника-постановщика
Мир музыки 

### Лучший звук
Мир музыки 

## Выбор критиков

### Награда за пожизненные достижения
Дхармендра и Мумтаз 

### Специальная награда
Говинда, Насир Хуссэйн, Пран и Шобхна Самарт 

### Награда имени Р.Д. Бурмана для новых музыкальных талантов
Vishal Bhardwaj – Поджигатели 

## Выбор критиков

### Лучший фильм
Мир музыки 

### Лучшая актриса
Маниша Коирала – Мир музыки 

### Лучший документальный фильм
Beyond the Himalayas 